# Mezia araujoi
Mezia araujoi är en tvåhjärtbladig växtart som beskrevs av Schwacke. Mezia araujoi ingår i släktet Mezia och familjen Malpighiaceae. Inga underarter finns listade i Catalogue of Life.